# Vrigne-aux-Bois
Vrigne-aux-Bois település Franciaországban, Ardennes megyében. Lakosainak száma 3184 fő (2018. január 1.). Vrigne-aux-Bois Bosseval-et-Briancourt, Donchery, Issancourt-et-Rumel, Vivier-au-Court és Vrigne-Meuse községekkel határos.

## Népesség
A település népessége az elmúlt években az alábbi módon változott:
| Lakosok száma | 3691 | 3763 | 3771 | 3668 | 3506 | 3406 | 3343 | 3266 | 3207 | 3184 |
|               | 1968 | 1975 | 1990 | 1999 | 2006 | 2011 | 2013 | 2015 | 2017 | 2018 |